# Meadow Lake (Saskatchewan)
Meadow Lake (offiziell City of Meadow Lake) ist eine Gemeinde im zentralen Westen der kanadischen Provinz Saskatchewan. Die Gemeinde ist eine „urban municipality“ mit dem Status einer Stadt (englisch City) und verfügt, wie alle „urban municipalities“ in der Provinz, über eine eigenständige Verwaltung. Meadow Lake ist die nördlichste Stadt in Saskatchewan und ein wichtiges Einkaufs-, Dienstleistungs- sowie Verwaltungszentrum für die Gegend.
Der Meadow Lake Provincial Park, einer der größten der Provincial Parks in Saskatchewan, liegt etwa 50 Kilometer nordnordwestlich der Stadt.

## Lage
Die Stadt liegt am westlichen Ufer des gleichnamigen Meadow Lake und ist umgeben von der Rural Municipality of Meadow Lake No. 588. Die umgebende Region ist Teil der als Aspen Parkland bezeichneten kanadischen Ökoregion. Bis zur nächsten Großstadt, dem südlich gelegenen North Battleford, sind es Luftlinie etwa 150 Kilometer. In der Gemeinde kreuzen sich der in Nord-Süd-Richtung verlaufende Highway 4 sowie der in Ost-West-Richtung verlaufende Highway 55.
Unmittelbar nördlich grenzt ein Reservat (Flying Dust First Nation Reserve No. 105) der First Nation, hier der Flying Dust First Nation, an die Gemeinde.

## Geschichte
Ursprünglich Siedlungsgebiet der Cree, begann der europäisch geprägte Teil der Geschichte der heutigen Stadt im Jahr 1799 mit der Errichtung des „Bolsover House“ durch Peter Fidler als Handelsposten der Hudson’s Bay Company. Vom Bestehen des Handelsposten abgesehen, entwickelte sich die Ansiedlung in den nächsten 150 Jahren nicht wesentlich weiter. 1889 unterzeichneten die Cree den Vertrag Nr. 6 und erhielten hier ein Reservat zugewiesen, welches heute als „Flying Dust First Nation Reserve“ bezeichnet wird. Eine Entwicklung der weiterhin nur kleinen Ansiedlung setzte erst nach dem Ersten Weltkrieg und in Folge der Weltwirtschaftskrise ein, als sich hier Siedler aus dem Süden, dem Dust Bowl, niederließen. Im Jahr 1931 erhielt die nun gewachsene Ansiedlung den offiziellen Status eines Dorfes („incorporated“ als „Village“) und eine heute nicht mehr existierende Eisenbahnstrecke erreichte den Ort. Bereits 1936 erhielt das Dorf dann den Status einer Kleinstadt („Town“) und im Jahr 2009 wurde die Gemeinde zur Stadt („City“) ernannt.

## Demografie
Die Gemeinde wird für den Zensus zur Saskatchewan Census Division No. 17 gerechnet. Der Zensus im Jahr 2016 ergab für die Stadt selber eine Bevölkerungszahl von 5344 Einwohnern, nachdem der Zensus im Jahr 2011 für die Gemeinde eine Bevölkerungszahl von nur 5055 Einwohnern ergeben hatte. Die Bevölkerung hat damit im Vergleich zum letzten Zensus im Jahr 2011 leicht schwächer als der Trend in der Provinz um 5,7 % zugenommen, während der Provinzdurchschnitt bei einer Bevölkerungszunahme von 6,3 % lag. Bereits im Zensuszeitraum von 2006 bis 2011 hatte die Einwohnerzahl in der Gemeinde leicht schwächer als der Provinzdurchschnitt um 5,7 % zugenommen, während die Gesamtbevölkerung in der Provinz um 6,7 % zunahm.

## Söhne und Töchter der Stadt
- Joe Handley (* 1943), Politiker und Pädagoge
- Mike Lay (* 1963), Eishockeyspieler und -trainer
- Jeff Friesen (* 1976), Eishockeyspieler
- Mike Siklenka (* 1979), Eishockeyspieler
- Jeremy Yablonski (* 1980), Eishockeyspieler
- Jon Mirasty (* 1982), Eishockeyspieler
- D. J. King (* 1984), Eishockeyspieler
- Blake Comeau (* 1986), Eishockeyspieler
- Dwight King (* 1989), Eishockeyspieler